# Michel Petrucciani (album)
| Recensione | Giudizio |
| ---------- | -------- |
| AllMusic   | [ 1 ]    |

Michel Petrucciani è il secondo album discografico (e primo interamente a proprio nome) del pianista jazz francese Michel Petrucciani, pubblicato dall'etichetta discografica Owl Records nel 1981.

## Tracce

### LP
Lato A
1. Hommage A Enelram Atsenig – 4:18 (Michel Petrucciani)
2. Days of Wine and Roses – 7:10 (Henry Mancini)
3. Christmas Dreams – 6:48 (Aldo Romano)

Lato B
1. Juste un moment – 5:55 (Michel Petrucciani)
2. Gattito – 6:00 (Aldo Romano)
3. Cherokee – 6:30 (Ray Noble)

## Musicisti
- Michel Petrucciani - pianoforte
- Jean-François Jenny-Clark - contrabbasso
- Aldo Romano - batteria

Note aggiuntive
- Jean-Jacques Pussiau e Guy Van Minden - produttori
- Registrazioni effettuate il 3 e 4 aprile 1981 al Spitsbergen Studio, Olanda
- Yan Willen - ingegnere delle registrazioni
- Christian Orsini - cutting
- Gilles Ehrmann - fotografie copertina album originale
- Bernard Amiard - concept copertina album originale[2]